# Танковая дивизия «Норвегия»
Танковая дивизия «Норвегия» (нем. Panzer-Division «Norwegen») — тактическое соединение (с 13 июля 1944 года — бригада) вермахта во Второй мировой войне.

## История
После отправки в августе 1943 года 25-й танковой дивизии на Восточный фронт в Норвегии остались 47 её танков Pz III с дефектом в трансмиссии. На их основе было решено организовать танковую дивизию для давления на Швецию. Численность нового формирования была примерно равна полку, причём отсутствовали подразделения разведки, связи и САУ. Не приняв участия в боевых действиях, большинство подразделений дивизии летом 1944 года были отправлены для пополнения фронтовых частей, в основном в 25-ю танковую дивизию. В итоге от дивизии остались лишь штаб и моторизованный батальон «Норвегия» (в который были сведены 2 батальона полка), она получила малочисленный танковый батальон и была переименована в «бригаду». В январе 1945 года бригада отправилась в Нарвик для его защиты от возможной атаки Красной армии. В мае бригада сдалась Союзникам в составе 36-го горного корпуса, так ни разу и не вступив в бой.

## Командующие
- Генерал-майор Рейнгольд Готше (1 октября 1943 — 10 декабря 1943)
- Полковник Макс Рот (10 декабря 1943 — май 1945)

## Боевой состав
- Танковый батальон «Норвегия» (3 роты Pz III)
- Моторизованный полк «Норвегия»
- Артиллерийский дивизион «Норвегия»
- Дивизион истребителей танков «Норвегия»
- Инженерный батальон «Норвегия»